# El perdón
«El Perdón» (Прости) — песня американского певца Ники Джема и испанского автора-исполнителя Энрике Иглесиаса, вышедшая 6 февраля 2015 года в качестве первого сингла с седьмого студийного альбома Ники. Англоязычная версия, названная «Forgiveness», была издана 10 июля 2015 года. Песня достигла позиции № 1 в американском хит-параде Hot Latin Songs, возглавляя его рекордные 30 недель. Автором песни выступил Nick Rivera Caminero, а продюсером был Saga Whiteblack. Число просмотров видеоклипа в интернете превысило 1 млрд, а тираж сингла превысил 4 млн в мире. Песня получила несколько наград, включая Billboard Music Awards, Latin Grammy Awards и Latin American Music Awards.

## История
«El Perdón» достиг позиции № 1 в хит-параде Hot Latin Songs (который возглавляла рекордные 30 недель с 21 марта по 10 октября 2015 года) и позиции № 1 в американском хит-параде Latin Pop Songs журнала Billboard. Тираж сингла превысил 2 млн копий в США, а в мире более 4 млн. Песня получила множество номинаций и несколько наград, включая Billboard Music Awards, Latin Grammy Awards, Latin American Music Awards, 4th Your World Awards и Lo Nuestro Awards.

## Чарты

### Еженедельные чарты
| Чарт (2015)                                   | Высшая позиция |
| --------------------------------------------- | -------------- |
| Австрия (Ö3 Austria Top 40)                   | 9              |
| Бельгия/Фландрия (Ultratop 50)                | 2              |
| Бельгия/Валлония (Ultratop 50)                | 1              |
| Bulgaria (IFPI)                               | 2              |
| Канада (Billboard Canadian Hot 100)           | 85             |
| Колумбия (National-Report)                    | 3              |
| Чехия (Rádio — Top 100)                       | 5              |
| Франция (SNEP)                                | 1              |
| Германия (GfK)                                | 8              |
| Венгрия (Single Top 40)                       | 13             |
| Ирландия (IRMA)                               | 83             |
| Израиль (Media Forest)                        | 6              |
| Италия (FIMI)                                 | 1              |
| Lebanon (Lebanese Top 20)                     | 4              |
| Mexican Pop Charts (Monitor Latino)           | 1              |
| Нидерланды (Dutch Top 40)                     | 1              |
| Нидерланды (Single Top 100)                   | 1              |
| Польша (Polish Airplay Top 100)               | 1              |
| Portugal (Billboard)                          | 1              |
| Romania (Romanian Top 100)                    | 1              |
| Словакия (Rádio — Top 100)                    | 3              |
| Slovenia (SloTop50)                           | 23             |
| Испания (PROMUSICAE)                          | 1              |
| Швеция (Sverigetopplistan)                    | 4              |
| Швейцария (Schweizer Hitparade)               | 1              |
| США (Billboard Hot 100)                       | 56             |
| США (Billboard Pop Airplay) · English version | 29             |
| США (Billboard Rhythmic) · English version    | 29             |
| США (Billboard Hot Latin Songs)               | 1              |
| США (Billboard Latin Pop Airplay)             | 1              |
| США (Billboard Tropical Airplay)              | 5              |
| Венесуэла (Record Report)                     | 4              |

## Награды и номинации
| Год  | Церемония                   | Награда                                     | Результат |
| ---- | --------------------------- | ------------------------------------------- | --------- |
| 2015 | Premios Juventud            | La Combinación Perfecta (The Perfect Combo) | Номинация |
| 2015 | Premios Juventud            | La Más Pegajosa (Catchiest Tune)            | Номинация |
| 2015 | Premios Tu Mundo            | Party-Starting Song                         | Победа    |
| 2015 | Latin American Music Awards | Song of the Year                            | Победа    |
| 2015 | Latin American Music Awards | Favorite Collaboration                      | Победа    |
| 2015 | Latin American Music Awards | Favorite Streaming Song                     | Победа    |
| 2015 | Latin Grammy Awards         | Best Urban Performance                      | Победа    |
| 2015 | NRJ Music Awards            | International Group/Duo of the Year         | Номинация |
| 2016 | Lo Nuestro Awards           | Collaboration of the Year                   | Победа    |
| 2016 | Lo Nuestro Awards           | Urban Song of the Year                      | Победа    |
| 2016 | Billboard Music Awards      | Top Latin Song                              | Победа    |

## Сертификации
| Регион | Сертификация                     | Продажи   |
| --- | -------------------------------- | --------- |
| Австрия (IFPI Austria) | Платиновый                       | 30 000    |
| Бельгия (BEA) | Платиновый                       | 20 000    |
| Канада (Music Canada) | 2× Платиновый                    | 160 000   |
| Франция (SNEP) | Бриллиантовый                    | 500,000*  |
| Германия (BVMI) | Золотой                          | 250,000   |
| Италия (FIMI) | 7× Платиновый                    | 350,000   |
| Мексика (AMPROFON) | Бриллиантовый+Платиновый+Золотой | 390,000*  |
| Испания (PROMUSICAE) | 5× Платиновый                    | 200,000   |
| Швеция (GLF) | Платиновый                       | 120,000   |
| Швейцария (IFPI Switzerland) | 3× Платиновый                    | 90,000    |
| США (RIAA) | 2× Платиновый                    | 2,000,000 |
| Мир | —                                | 4,000,000 |
| * Данные о продажах приведены только на основе сертификации. · ^ Данные о тиражах приведены только на основе сертификации. · Данные о продажах + прослушиваниях приведены только на основе сертификации. |                                  |           |